# Konrad Adenauer Stichting

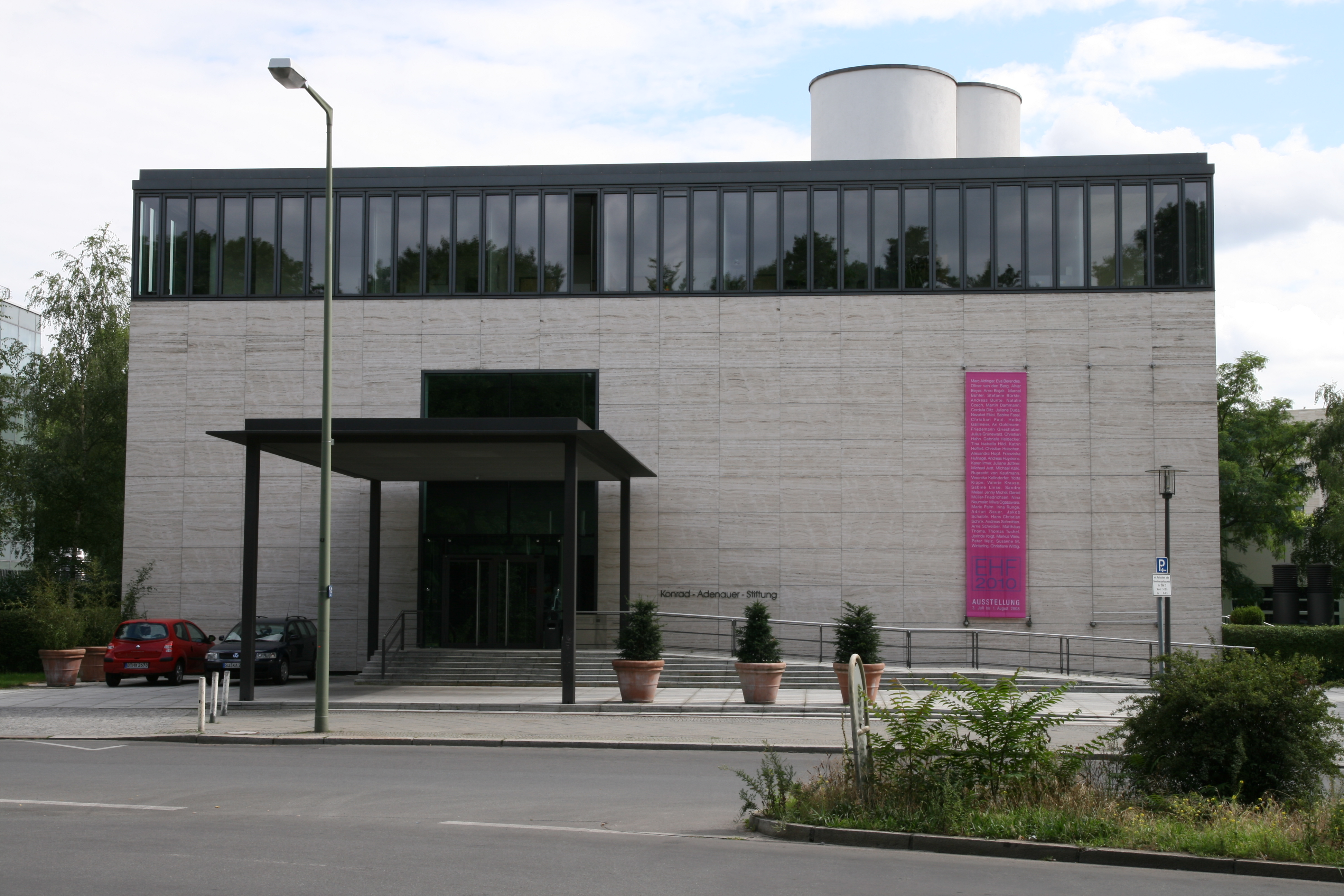
Kantoor van de Konrad-Adenauer-Stiftung aan de Tiergartenstraße in Berlijn in 2008

De Konrad-Adenauer-Stiftung e.V. (Konrad Adenauer Stichting), vaak afgekort als KAS is het wetenschappelijk bureau van de Duitse Christlich Demokratische Union (CDU), waarvan de hoofdzetel staat in Sankt Augustin, nabij Bonn. De stichting werd in 1955 opgericht als Gesellschaft für christlich-demokratische Bildungsarbeit en draagt sinds 1964 de naam van de eerste bondskanselier van de Bondsrepubliek Duitsland, Konrad Adenauer. De stichting - met een jaarbudget van ongeveer 100 miljoen euro - houdt zich bezig met het bevorderen van polticologisch onderzoek waarbij onderzoek naar de wortels van de christendemocratie en de Europese eenwording centraal staan. Het verstrekt daartoe stipendia aan getalenteerde jonge onderzoekers, zowel als aan gevestigde wetenschappers. De Stichting geeft verschillende wetenschappelijke tijdschriften uit. Ook reikt de stichting jaarlijks een aantal prijzen uit, zoals voor uitzonderlijke prestaties op het gebied van lokale journalistiek, op het gebied van literatuur en vrijheid van meningsuiting en op het terrein van de sociale economie. Sinds 2018 is de oud-voorzitter van de Bundestag Norbert Lammert voorzitter van de Konrad Adenauer Stichting.